# سازمان بیمه سلامت ایران
سازمان بیمه سلامت ایران (سازمان بیمه خدمات درمانی سابق)، سازمانی بیمه ای در جهت رفع نیاز به خدمات بهداشتی، درمانی و مراقبتهای پزشکی به صورت بیمه همگانی برای کارمندان و بازنشستگان دولت و بیمه شدگان اختیاری است.
در آبان ماه سال ۱۳۷۳ قانون بیمه همگانی خدمات درمانی کشور از سوی مجلس شورای اسلامی به تصویب رسید که متعاقب آن سازمان بیمه خدمات درمانی در کشور تشکیل شد. هدف این سازمان رفع نیاز به خدمات بهداشتی و درمانی و مراقبتهای پزشکی در حوادث و سوانح به صورت بیمه همگانی برای کارمندان دولت و بیمه شدگان اختیاری می‌باشد.این سازمان در دوره دوم ریاست جمهوری احمدی نژاد به سازمان بیمه سلامت ایران تغییر نام یافت.
این سازمان با عقد قرارداد با کلیه بیمارستان‌ها و مراکز بهداشتی و درمانی دولتی، برخی بیمارستان‌ها، درمانگاه‌ها، آزمایشگاه‌ها، داروخانه‌ها و پزشکان در بخش خصوصی به ارائه خدمات به بیمه شدگان خویش می‌پردازد.
به این شکل که بیمه شدگان هنگام مراجعه به مراکز طرف قرارداد فقط بخشی از هزینه خویش را به عنوان فرانشیز پرداخت کرده و بقیه هزینه را مراکز طرف قرارداد از سازمان بیمه سلامت ایران اخذ می‌کنند.